# Molophilus (Molophilus) illectus
Molophilus (Molophilus) illectus is een tweevleugelige uit de familie steltmuggen (Limoniidae). De soort komt voor in het Neotropisch gebied.